# Аррунт Тарквиний Коллатин
Аррунт Тарквиний Коллатин (лат. Arruns Tarquinius Collatinus; до 631 — после 585 до н. э.), также известный как Эгерий — римский аристократ из рода Тарквиниев, племянник царя Тарквиния Древнего.
Сын Аррунта, внук Демарата Коринфского. Родился после смерти отца и деда, поэтому не получил никакого наследства. Из-за этого получил прозвище «Эгерий» (от лат. egere — нуждаться). После взятия войсками Тарквиния Древнего города Коллации был поставлен во главе размещенного там гарнизона и назначен пожизненным неограниченным правителем.
Командовал союзным латинским войском в войне Тарквиния с этрусками и был разгромлен под Фиденами, затем возглавлял этрусских союзников Рима в битве с сабинами в 585 до н. э.
Получил прозвище «Коллатийский», которое передал своим потомкам. Фабий Пиктор считает его отцом Луция Тарквиния Коллатина, консула 509 до н. э. и одного из основателей римской республики. Это мнение разделяет Ливий, но Дионисий Галикарнасский полагает, что Луций был внуком Эгерия, так как это более логично с хронологической точки зрения. Согласно расчетам Дионисия, Тарквиний Гордый должен быть не сыном, а внуком Тарквиния Древнего, а Луций Тарквиний Коллатин, согласно Фабию и другим анналистам, был ровесником сыновей последнего римского царя.